# Scotoecus pallidus
Scotoecus pallidus — вид ссавців родини лиликових. 

## Проживання, поведінка
Країни поширення: Індія (Біхар, Хімачал-Прадеш, Махараштра, Уттар-Прадеш, Західна Бенгалія), Пакистан. Він був записаний з 46 м до висоти 2500 м над рівнем моря. Мало що відомо про середовище проживання і екологію цього виду, за винятком того, що цей вид зустрічається в тропічних колючих лісах і міських районах, воліючи спочивати у щілинах і дірках в старих будівлях і порожнечах в деревах.

## Загрози та охорона
Цьому виду локально загрожує втрата середовища існування, в основному у зв'язку зі збільшенням урбанізації, що призводить до порушення і втрати місць спочинку, і конкуренція з боку інвазивних чужорідних видів. Цей вид не був записаний в охоронних територіях.